# La abeja Maya
Las aventuras de la abeja Maya (みつばちマーヤの冒険 Mitsubachi Maya no bōken?) es una serie animada de televisión japonesa producida por Nippon Animation Co., Ltd. en 1975. y fue distribuida por Saban Entertainment en la década de los años 1980. Está basada en el libro del escritor alemán Waldemar Bonsels, publicado en 1912, y recrea las aventuras de una abeja llamada Maya.

## Argumento
La historia se centra en las aventuras de Maya, una joven abeja inquieta, aventurera y preguntona, así como de la forma que tiene de desenvolverse en un entorno plagado de todo tipo de insectos y demás bichos. Maya es enviada por la abeja reina a buscar polen para su colmena. Esa tarea la realiza junto a su inseparable amigo Willy, el zángano.

## Personajes
Maya: Es la principal protagonista. Es una pequeña abeja que tiene espíritu de aventurera. Su mejor amigo es Willy, con quien acostumbra a pasar la mayor parte del tiempo explorando nuevos lugares, haciendo nuevos amigos y recolectando polen para la reina del panal. 
Willy: Es un zángano regordete producto de su gran adicción a la miel y a comerla todo el tiempo. Es el mejor amigo de Maya y trata de acompañarla siempre en sus aventuras aunque, a diferencia de ella que es tan activa, Willy suele disfrutar de las buenas siestas.
Flip: Es un elegante y simpático saltamontes que viste con pantalones de vestir y sombrero de copa y tiene como objetivo proteger a Maya ante cualquier peligro. Es muy alegre y siempre aconseja a Maya y a Willy. Uno de sus principales pasatiempos es destruir las telarañas de Tekla, para que los pequeños no caigan en sus garras. 
Señorita Kassandra: Es una abeja mayor que se ocupa de educar a Maya y Willy, y al resto de sus compañeros. Es muy buena, pero siempre está preocupada de sus responsabilidades y de que no se vayan al bosque ya que es muy peligroso. Siempre se preocupa de las abejas más pequeñas aunque casi nunca le hacen caso. Eso si, Maya y Willy la quieren y respetan mucho de todos modos.
Paul Emsig: Es una hormiga, líder de un batallón de hormigas, un soldado muy experimentado, inteligente y gran guerrero. Siempre se le ve en compañía de su batallón y es muy buen amigo de Maya con quien vive grandes aventuras. Aunque es pequeño, es bastante valiente.
Kurt: Es un escarabajo pelotero que sueña algún día convertirse en un escarabajo de las rosas. Conoce todo lo relacionado con las rosas, pero no puede evitar la tentación de llevar bolas de estiércol a su guarida.
Tekla: Es la principal antagonista de la serie. Es una araña dispuesta a hacer cualquier cosa para que caigan en sus redes algún distraído insecto y así comérselo. Es huraña, desagradable, además es muy tramposa y egoísta, aunque cambia después de un tiempo en la segunda temporada. Al ser una pésima violinista, provoca un fuerte dolor de oídos a todos.
Puck: Es una mosca que usa lentes oscuros y que conoce más allá del jardín ya que ha vivido cerca de los humanos.
Alejandro: Es un ratón en miniatura (aparentemente como producto de un experimento científico) que como principal característica usa lentes, le gusta comer queso y es muy sabio, culto e inventor. Entre sus grandes logros están inventar el alejandrófono, el telescopio, el búmeran, el esquí y un aparato con el que logra volar. Muchos capítulos en donde es el protagonista, tratan de sus ocurrencias o inventos con los que impresiona a Maya. Aparece en la segunda parte de la serie.

## Contenido de la obra
Producida por la compañía japonesa Nippon Animation, con la colaboración de la compañía alemana Zweites Deutsches Fernsehen (ZDF) y de la austriaca ORF; en Estados Unidos y Latinoamérica fue distribuida por Saban Entertainment. La serie cuenta con 52 episodios y fue emitida por primera vez en Japón entre abril de 1975 y abril de 1976 por la cadena TV Asahi.
En 1979 se realizó una segunda tanda de otros 52 episodios bajo el título de Las nuevas aventuras de la abeja Maya, emitida en España entre octubre de 1982 y septiembre de 1983.
La banda sonora de la serie fue compuesta por el checo Karel Svoboda.

### Emisión en TV
Lista de Episodios de La Abeja Maya

### España
En España la serie fue doblada en los estudios Magna de  de Madrid y se estrenó en 1978 por TVE, donde adquirió gran popularidad. Posteriormente ha sido repuesta por Antena 3 (1995), la FORTA la emitió desde 2003, en Canal Sur 2 y otras cadenas autonómicas. En 2005 y hasta la actualidad, la serie ha vuelto a su canal original, RTVE, donde se emite en Clan todos los días de 8 a 9 de la mañana. Cabe destacar que Planeta Junior tiene en DVD las dos temporadas, ya que es la empresa propietaria de los derechos de autor en España, motivo por el cual ha llegado a un acuerdo para que sea la mascota del parque temático Terra Mítica. Ahora, se emite en Canal Panda.
La persona que se encargó de traducir La Abeja Maya del alemán al español fue Monika Kielmannsegge Florian.

### Hispanoamérica
El doblaje para Hispanoamérica fue realizado entre 1981 y 1982 en Los Ángeles, California, Estados Unidos, por las compañías SID (Spanish International Dubbing) e Intersound. Las canciones para la entrada y cierre de la versión hispanoamericana fueron compuestas e interpretadas por la artista estadounidense de origen latino Rachelle Cano, aunque fueron adaptadas e interpretadas nuevamente 25 años después por la banda del chileno Juan Guillermo Aguirre, conocido como "Capitán Memo". La adaptación y dirección de la serie estuvo a cargo de Rubén Arvizu.
A partir de 1983 fue transmitida en México por el 
Canal 13, posteriormente fue transmitida en casi todos los países de América Hispana en diversos canales nacionales. Alcanzó un éxito resonante particularmente en Argentina por el  Canal 9, Chile por el Canal 13, Perú por América Televisión, Panamá por Telemetro, Colombia por Inravisión y en Venezuela por la cadena Venezolana de Televisión. Incluso se editó una revista de aparición quincenal distribuida en Chile, Argentina, Perú, Venezuela y Colombia. Sus seguidores han formado numerosas páginas y blogs en Internet. La historia de este doblaje se relata en el libro publicado en 2008 ¿De quién es la voz que escuchas? El cómo, el quién y el cuándo del doblaje en México y el mundo.

## Doblaje
| Personaje          | Actor Original Japonés (1975)                                                                     | Actor Original Alemán (1976) | Doblaje España (1978) | Doblaje Hispanoamérica (1981) |
| ------------------ | ------------------------------------------------------------------------------------------------- | --- | --------------------- | ----------------------------- |
| Maya               | Michiko Nomura (temporada 1), Runa Akiyama (temporada 2)                                          | Scarlet Cavadenti | Matilde Vilariño      | Elvia Gaitán                  |
| Willy              | Masako Nozawa                                                                                     | Eberhard Storeck | Mari Pe Castro        | Rubén Arvizu                  |
| Flip               | Ichirô Nagai (temporada 1), Ritsuo Sawa (temporada 2)                                             | Manfred Lichtenfeld | Fernando Mateo        | Rubén Arvizu                  |
| Señorita Cassandra | Miyoko Asō (temporada 1), Reiko Yamada (temporada 2)                                              | Hannelore Mabry | Ana María Saizar      | María Becerril                |
| Mosca Puck         | Kosei Tomita (temporada 1) y Sanae Takagi (temporada 2 episodio 1), Kumiko Mizukura (temporada 2) | Bruno W. Pantel (temporada 1 episodios 5 y 23), Mogens von Gadow (temporada 1 episodio 25), Michael Rüth (temporada 2 episodio 53), Harald Baerow (temporada 2) | Teófilo Martínez      | Willy Brand                   |
| Araña Tekla        | Toshiko Sawada y Terue Nunami (temporada 1), Noriko Uemura (temporada 2)                          | Tilli Breidenbach, Fee von Reichlin (temporada 1 episodio 49)                                                                                                   | Ana Díaz Plana        | Bertha Shute                  |
| Escarabajo Kurt    | Sanji Hase (temporada 1), Hideki Fukushi (temporada 2)                                            | Harry Kalenberg o Michael Rüth, Walter Reichelt (algunos episodios)                                                                                             | Eduardo Calvo         | Alejandro Alba                |
| Señora Abejorro    | Hiromi Tsuru                                                                                      | Doris Jensen | Mercedes Barranco     |                               |
| Lombriz Max        | Isamu Tanonaka (temporada 1) Takuzo Kamiyama (temporada 1 episodio 28) Sho Hayami (temporada 2)   | Michael Rüth, Hannes Gromball (temporada 2 episodios 84 y 87)                                                                                                   | Eduardo Moreno        | Roberto Achinelli             |
| Hormiga            | Ichirō Nagai (temporada 1), Hozumi Gōda (temporada 2)                                             | Berno von Cramm, Harald Baerow (temporada 2 episodio 53), Leon Rainer                                                                                           | Marisa Marco          | Ignacio Campero               |
| Ratón Alejandro    | Keiko Toda                                                                                        | Kurt Zips | José Luis Gil         | Alberto Vidaurri              |

## Película
En 2014 se estrenó una película protagonizada por el personaje. Dirigida por Alexs Stadermann, la cinta muestra a Maya, una abeja que no sigue las leyes de la colmena, en especial una que prohíbe hablar con los avispones. En una ocasión roban la jalea de la reina y todos culpan a Maya de dicho accidente así que decide ir en busca de la jalea para demostrar su inocencia. Tuvo dos secuelas.